# Ancien magasin de la Filature Duméril
L'ancien magasin de la Filature Duméril est un monument historique situé à Vieux-Thann, dans le département français du Haut-Rhin.

## Localisation
Ce bâtiment est situé place Thierry-Mieg à Vieux-Thann.

## Historique
L'édifice fait l'objet d'une inscription au titre des monuments historiques depuis 2014.